# NHL Plus/Minus Award
Der NHL Plus/Minus Award war eine Eishockey-Trophäe, die jährlich an den Spieler der NHL verliehen wurde, der mindestens 60 Spiele absolvierte und die Plus/Minus Statistik am Ende der regulären Saison anführte.
Die Auszeichnung wurde erstmals in der Saison 1982/83 vergeben. Die Trophäe wurde im Laufe der Jahre von verschiedenen Unternehmen gesponsert und dementsprechend namentlich umbenannt:
- 1982/83 – 1987/88: Emery Edge Award
- 1988/89: kein offizieller Name
- 1989/90 – 1995/96: Alka Seltzer Plus Award
- 1996/97 – 1997/98: Bud Ice Plus-Minus Award
- 1998/99 – 2007/08: Bud Light Plus-Minus Award[2]

In der Saison 2007/08 wurde die Auszeichnung zum letzten Mal offiziell vergeben, der Gewinner war Pawel Dazjuk von den Detroit Red Wings.

## NHL Plus/Minus Award-Gewinner
| Jahr | Spieler                      | Team                                  | +/- |
| ---- | ---------------------------- | ------------------------------------- | --- |
| 2008 | Pawel Dazjuk                 | Detroit Red Wings                     | +41 |
| 2007 | Thomas Vanek                 | Buffalo Sabres                        | +47 |
| 2006 | Wade Redden Michal Rozsíval  | Ottawa Senators New York Rangers      | +35 |
| 2005 | Saison wurde abgesagt        | Saison wurde abgesagt                 |     |
| 2004 | Martin St. Louis Marek Malík | Tampa Bay Lightning Vancouver Canucks | +35 |
| 2003 | Peter Forsberg Milan Hejduk  | Colorado Avalanche                    | +52 |
| 2002 | Chris Chelios                | Detroit Red Wings                     | +40 |
| 2001 | Joe Sakic Patrik Eliáš       | Colorado Avalanche New Jersey Devils  | +45 |
| 2000 | Chris Pronger                | St. Louis Blues                       | +52 |
| 1999 | John LeClair                 | Philadelphia Flyers                   | +36 |
| 1998 | Chris Pronger                | St. Louis Blues                       | +47 |
| 1997 | John LeClair                 | Philadelphia Flyers                   | +44 |
| 1996 | Wladimir Konstantinow        | Detroit Red Wings                     | +60 |
| 1995 | Ron Francis                  | Pittsburgh Penguins                   | +30 |
| 1994 | Scott Stevens                | New Jersey Devils                     | +53 |
| 1993 | Mario Lemieux                | Pittsburgh Penguins                   | +55 |
| 1992 | Paul Ysebaert                | Detroit Red Wings                     | +44 |
| 1991 | Marty McSorley Theo Fleury   | Los Angeles Kings Calgary Flames      | +48 |
| 1990 | Paul Cavallini               | St. Louis Blues                       | +38 |
| 1989 | Joe Mullen                   | Calgary Flames                        | +51 |
| 1988 | Brad McCrimmon               | Calgary Flames                        | +48 |
| 1987 | Wayne Gretzky                | Edmonton Oilers                       | +70 |
| 1986 | Mark Howe                    | Philadelphia Flyers                   | +85 |
| 1985 | Wayne Gretzky                | Edmonton Oilers                       | +98 |
| 1984 | Wayne Gretzky                | Edmonton Oilers                       | +76 |
| 1983 | Charlie Huddy                | Edmonton Oilers                       | +62 |

## Plus/Minus Führende (nach Einstellung der offiziellen Award-Vergabe)
| Jahr | Spieler                          | Team                                      | +/- |
| ---- | -------------------------------- | ----------------------------------------- | --- |
| 2025 | Ryan McDonagh                    | Tampa Bay Lightning                       | +43 |
| 2024 | Gustav Forsling                  | Florida Panthers                          | +56 |
| 2023 | Hampus Lindholm                  | Boston Bruins                             | +49 |
| 2022 | Johnny Gaudreau                  | Calgary Flames                            | +64 |
| 2021 | Mikko Rantanen                   | Colorado Avalanche                        | +30 |
| 2020 | Ryan Graves                      | Colorado Avalanche                        | +40 |
| 2019 | Mark Giordano                    | Calgary Flames                            | +39 |
| 2018 | William Karlsson                 | Vegas Golden Knights                      | +49 |
| 2017 | Ryan Suter Jason Zucker          | Minnesota Wild                            | +34 |
| 2016 | Tyler Toffoli                    | Los Angeles Kings                         | +35 |
| 2015 | Nikita Kutscherow Max Pacioretty | Tampa Bay Lightning Canadiens de Montréal | +38 |
| 2014 | David Krejčí                     | Boston Bruins                             | +39 |
| 2013 | Pascal Dupuis                    | Pittsburgh Penguins                       | +31 |
| 2012 | Patrice Bergeron                 | Boston Bruins                             | +36 |
| 2011 | Zdeno Chára                      | Boston Bruins                             | +33 |
| 2010 | Jeff Schultz                     | Washington Capitals                       | +50 |
| 2009 | David Krejčí                     | Boston Bruins                             | +37 |

## Plus/Minus Führende (bevor der NHL Plus/Minus Award vergeben wurde)
| Jahr | Spieler                     | Team                                   | +/-  |
| ---- | --------------------------- | -------------------------------------- | ---- |
| 1982 | Wayne Gretzky               | Edmonton Oilers                        | +81  |
| 1981 | Brian Engblom               | Montréal Canadiens                     | +63  |
| 1980 | Jim Schoenfeld              | Buffalo Sabres                         | +60  |
| 1979 | Bryan Trottier Jimmy Watson | New York Islanders Philadelphia Flyers | +104 |
| 1978 | Guy Lafleur                 | Montréal Canadiens                     | +73  |
| 1977 | Larry Robinson              | Montréal Canadiens                     | +120 |
| 1976 | Bobby Clarke                | Philadelphia Flyers                    | +83  |
| 1975 | Bobby Orr                   | Boston Bruins                          | +80  |
| 1974 | Bobby Orr                   | Boston Bruins                          | +84  |
| 1973 | Jacques Laperrière          | Montréal Canadiens                     | +78  |
| 1972 | Bobby Orr                   | Boston Bruins                          | +86  |
| 1971 | Bobby Orr                   | Boston Bruins                          | +124 |
| 1970 | Bobby Orr                   | Boston Bruins                          | +54  |
| 1969 | Bobby Orr                   | Boston Bruins                          | +65  |
| 1968 | Dallas Smith                | Boston Bruins                          | +33  |